# Marcapaso migratorio
En cardiología, un marcapasos migratorio es uno de los trastornos del ritmo cardíaco y consiste en una contracción supraventricular prematura del corazón producido por una conducción eléctrica que se origina en un lugar distinto del nodo sinusal—el marcapasos natural del corazón. En el electrocardiograma se registra como patrones irregulares en la apariencia de la onda P y variaciones en el intervalo P-R. La mayoría de los pacientes con un marcapasos migratorio se ven asintomáticos y no requieren tratamiento. 